# Meždušarskij
Meždušarskij (russo: Междушарский) è un'isola russa situata nel Mare di Barents che fa parte dell'arcipelago della Novaja Zemlja. Amministrativamente fa parte dell'Oblast' di Archangel'sk.
L'isola non è popolata e non sono presenti insediamenti umani.

## Geografia
Meždušarskij è situata al di sopra del Circolo polare artico nella parte orientale del Mare di Barents il mare artico russo più occidentale. L'isola è localizzata a sud dell'arcipelago russo di Novaja Zemlja a pochi chilometri dalla costa sud-ovest dell'isola Južnyj. È separata da Južnyj dallo stretto Kostin Šar (пролив Костин Шар). L'isola, lunga circa 53 km e larga 25 km, è per dimensioni la terza isola dell'arcipelago.
L'isola, composta principalmente da scisti e arenarie, è formata da una pianura collinare con un'altezza massima di 94 m (a sud-est), ed è coperta dalla tipica vegetazione della tundra. Sui suoi costoni rocciosi ci sono colonie di uccelli marini.
Meždušarskij è disseminata di centinaia di piccoli laghi e ci sono molti fiumi e corsi d'acqua; il maggiore è il fiume Syrajacha (река Сыраяха), nella parte centrale, che scorre da est e sfocia sulla costa ovest.  I suoi punti estremi sono: capo Val'kova (мыс Валькова) a nord; capo Kostin Nos (мыс Костин Нос) a sud; capo Šadrovskij (мыса Шадровский) a nord-ovest; e capo Mal Kit (мыс Мал Кит) a est.
Geograficamente, l'isola è divisa in più parti:
A nord-est, la penisola Val'kova (полуостров Валькова) che si ripiega verso sud, parallela all'isola, racchiude sia la baia Makarova (губа Макарова) che si apre verso sud, che la baia Val'kova (губа Валькова), con l'imboccatura a nord.
Un'altra penisola, quella di Makarova (полуостров  Макарова), si trova subito a sud della penisola Val'kova ed è separata dal resto dell'isola dal lago Gusinoe (озеро Гусиное); la penisola ha un'altezza massima di 54 m.
La parte più meridionale, con molti laghi, il maggiore dei quali salato, è separata dal resto dell'isola dalla grande laguna Obmannyj Šar (лагуна Обманный Шар), stretta tra due sottili strisce di terra.

## Clima
Il clima è di tipo glaciale con inverni lunghi e freddissimi ed estati molto fresche e brevi.

## Isole adiacenti
Mezhdusharsky è circondata da molte piccole isole. Si trovano tutte vicino alla costa orientale e settentrionale dell'isola.
- Isola di Jarcev (Остров Ярцева), a nord della piccola penisola omonima (полуостров Ярцева) 71°24′36.41″N 52°32′31.61″E; l'isola è lunga circa 4,3 km e larga 1,3 km[3] e ha un'altezza di 26 m[4]. Sull'isola ci sono alcuni piccoli laghi.
- Isola di Val'kov (Остров Валькова), a est dell'isola di Jarcev e a nord della baia Val'kova (71°23′41.22″N 52°40′08.92″E); l'isola è lunga circa 3 km[3] e ha un'altezza di 25 m[4].
- Isola Bezymjannyj, stretto Kostin Šar (остров Безымянный, Костин Шар; "isola senza nome"), di forma allungata, con una lingua di terra che si allunga verso sud, misura circa 4 km di lunghezza[3] e ha un'altezza di 53 m[4]; è situata a nord-est della penisola Val'kova (71°22′28.63″N 53°01′26.9″E).
- Isola Sobačij (Остров Собачий, "isola canina"), si trova vicino alla costa dell'isola Južnyj (71°19′07.81″N 53°16′11.85″E), separata da quest'ultima dallo stretto Uzkij (пролив Узкий), mentre lo stretto Širokij (пролив Широкий) la separa, ad ovest, dall'isola di Glotov. L'isola è lunga circa 12 km e larga 2,6 km[3]. La parte settentrionale è divisa in due bracci da uno stretto fiordo, il braccio orientale ha un'altezza di 36 m[4], ma il punto più alto, 54 m[4], si trova nella parte meridionale dell'isola. Sono presenti diversi piccoli laghi e corsi d'acqua.
- Isole Bratany (Ostrova Братаны), 2 piccole isolette rotonde affiancate, tra Meždušarskij e Južnyj, e a nord dell'isola Pleš' (71°19′51.34″N 53°05′14.32″E).
- Isola Pleš' (Остров Плешь, "isola calva"), piccola isola tra Meždušarskij e Južnyj, e a nord dell'isola Dvojnoj (71°19′51.34″N 53°05′14.32″E); ha un'altezza di 30 m<[1].
- Isola Dvojnoj, mare di Barents (Остров Двойной, Баренцево море; "isola doppia"), tra la penisola Val'kova e l'isola di Glotov (71°16′58.63″N 53°07′50.05″E); ha una forma allungata (circa 3,2 km di lunghezza[3]) con un'insenatura sul lato orientale, ha un'altezza di 18 m[1]. Sull'isola ci sono 2 piccoli laghi.
- Isola di Glotov (Остров Глотова), si trova tra Dvojnoj e Sobačij, separata da quest'ultima dallo stretto Širokij (71°17′22.43″N 53°12′41.74″E). Sull'isola ci sono dei piccoli laghetti e un ampio lago al centro; l'isola è lunga circa 4,5 km e larga 1,6 km[3]; ha un'altezza di 33 m[1].
- Isola Uzkij (Остров Узкий, "isola stretta"), piccola isola a nord della penisola Makarova e a sud dell'isola di Glotov (71°15′26.56″N 53°13′16.34″E).
- Isola di Timofeev (Остров Тимофеева), isola dalla forma allungata, misura circa 5,6 km di lunghezza[3], con un'altezza di 38 m[1]. Si trova a sud di Sobačij, tra la penisola Makarova e la costa di Južnyj (71°13′20.95″N 53°24′06.46″E).
- Isola di Treskin (Остров Трескина), piccola isola dalla forma allungata, con un'altezza di 13 m; è situata a est di capo Mal Kit (71°10′46.41″N 53°18′27.81″E).
- Isola Kruglyj, mare di Barents (Оstrov Круглый, Баренцево море; "isola rotonda"), si trova quasi a chiudere l'ingresso del golfo Propaščaja (губа Пропащая), 71°06′36.37″N 53°34′39.27″E. Lunga circa 9 km e larga 5[3], ha una forma irregolare, con un ampio golfo a nord-ovest che la rende simile a una "U"; il braccio settentrionale è il punto più alto con i suoi 52 m[1], nella parte meridionale raggiunge i 45 m di altezza. Sull'isola ci sono vari laghi e corsi d'acqua.
- Isole Alebastrovye (Острова Алебастровые, "isole d'alabastro"), 3 isole a sud-ovest dell'isola Kruglyj (71°04′04.15″N 53°25′42.86″E). Il gruppo è formato da un'isola principale di forma irregolare, lunga circa 2,6 km[3] e da 2 piccole isolette a nord-est di quest'ultima.